# Pollaplonyx abditus
Pollaplonyx abditus är en skalbaggsart som beskrevs av Keith 2008. Pollaplonyx abditus ingår i släktet Pollaplonyx och familjen Melolonthidae. Inga underarter finns listade i Catalogue of Life.